# توما بروسبير جوليان
توما بروسبير جوليان (بالفرنسية: Thomas Prosper Jullien)‏ ـ (21 ديسمبر 1773 ـ 2 أغسطس 1798) هو ضابط فرنسي شارك في حروب الثورة الفرنسية وكان مساعدًا شخصيًا (ياورًا) لنابليون بونابرت ووصل إلى رتبة نقيب (كابتن).

## حياته العسكرية
التحق جوليان وهو في السابعة عشرة من عمره بالحرس الوطني الفرنسي ـ بعد فترة وجيزة من تأسيسه ـ سنة 1789، وفي ظرف ثلاث سنوات ارتقى إلى رتبة ملازم. التقى جوليان وبونابرت للمرة الأولى أثناء حصار طولون (سبتمبر ـ ديسمبر 1793)، وكان بونابرت آنذاك ملازمًا بفرقة المشاة 34. وفي 3 أبريل 1795 رُقي إلى رتبة كابتن (نقيب).

### إيطاليا (1796 ـ 1797)
انتقل جوليان بعد ذلك للخدمة في الجيش الفرنسي الذي سمي بجيش إيطاليا تحت قيادة الجنرال سان إيلير. وفي 5 أكتوبر 1796 جعله بونابرت رئيسًا لأركانه. رافق جوليان جوزفين بونابرت من ميلانو إلى باريس بصحبة لويس بونابرت، شقيق نابليون، واختاره بونابرت سنة 1797 مرافقًا لمارمون في سفارته إلى روما لمقابلة البابا بيوس السادس. وفي 9 أبريل 1798 عُين جوليان مساعدًا شخصيًا لنابليون بونابرت، غير أن حملة إيطاليا انتهت قبل أن يقوم جوليان بأي من مهام هذه الوظيفة الجديدة.
وصفه الجنرال دوزيه في يومياته بأنه «فتى مرح، حسن الخلق، داكن البشرة»، كما كتب رينيه بوسكايرول عنه أنه كان «نقيب مشاة وسيمًا داكن اللون».

### مصر (1798)
في 3 مايو 1798، توجه بونابرت من باريس إلى طولون بصحبة زوجته جوزفين ومساعده جوليان. وفي 19 مايو أقلعوا مع الحملة شطر مصر على متن السفينة أوريان.
وفي 30 يوليو 1798، أرسل نابليون مساعده جوليان مع حفنة من الجنود برسائل إلى الأميرال ديغاييه الجنرالين كليبر ومينو. غير أهالي قرية علقام (بمحافظة البحيرة الحالية) قتلوهم جميعًا في 2 أغسطس 1798.
وفي 22 أغسطس 1798 كتب الجنرال كليبر إلى نابليون من الإسكندرية:
كتب بوريين عن التحريات التي تمت عن الواقعة:
وفي 25 أغسطس أمر بونابرت الجنرال لانوس بالانتقام لجنوده بنهب القرية ثم إحراقها، وقد نفذ المهمة النقيب جوزيف-ماري مواريه، وهو أحد ضباط الفرقة التي كان ينتمي إليها الجنود المقتولون. وقد وجدت ثياب جوليان وجنوده ملطخة بالدماء في أحد بيوت القرية.
كتب مواريه في يومياته:
ورغم العثور على أسلحة وثياب عسكرية ملطخة في علقام، إلا أنه من المستبعد أن يكون قد عُثر على جثة جوليان؛ إذ كان الهجوم الذي تعرض له جوليان ورجاله قد وقع في النيل أو على ضفته، إلى جانب أن الحملة التي أُرسلت لعقاب القرية وصلت إليها بعد ثلاثة أسابيع من الواقعة.

## تكريمه بعد مصرعه
أُطلق اسم جوليان على طابية رشيد القديمة ـ التي أُنشئت في القرن الخامس عشر الميلادي ـ فسميت «حصن جوليان»، كما أمر بونابرت النحات لوي-سيمون بوازو (1743 ـ 1809) بنحت تمثال نصفي من الرخام لجوليان، تم نحته سنة 1803 تقريبًا. ويوجد هذا التمثال حاليًا في قصر فرساي. ويتفق العديد من دارسي الإمبراطورية الفرنسية الأولى على أن جوليان كان ضابطًا مميزًا وموهوبًا، وأن نابليون ربما كان سيرقيه إلى رتبة مارشال الإمبراطورية (بالفرنسية: Maréchal d’Empire)‏ لولا موته المبكر في مصر.